# Дубовогрядська сільська рада
Дубовогря́дська сільська́ ра́да — адміністративно-територіальна одиниця та орган місцевого самоврядування в Сахновщинському районі Харківської області. Адміністративний центр — село Дубові Гряди.

## Загальні відомості
Дубовогрядська сільська рада утворена в 1924 році.
- Територія ради: 47,7 км²
- Населення ради: 760 осіб (станом на 2001 рік)
- Територією ради протікає річка Оріль.

## Населені пункти
Сільській раді підпорядковані населені пункти:
- с. Дубові Гряди

## Склад ради
Рада складається з 14 депутатів та голови.
- Голова ради: Небога Віра Володимирівна
- Секретар ради: Скряга Ніна Миколаївна

### Керівний склад попередніх скликань
| Прізвище, ім'я, по батькові | Основні відомості                                                         | Дата обрання | Дата звільнення |
| --------------------------- | ------------------------------------------------------------------------- | ------------ | --------------- |
| Небога Віра Володимирівна   | Сільський голова, 1964 року народження, освіта вища, член Партії регіонів | 26.03.2006   | 31.10.2010      |
| Небога Віра Володимирівна   | Сільський голова, 1964 року народження, освіта вища, член Партії регіонів | 31.10.2010   |                 |

Примітка: таблиця складена за даними сайту Верховної Ради України

### Депутати
За результатами місцевих виборів 2010 року депутатами ради стали:

#### За суб'єктами висування
| Суб'єкт висування                                       | Кількість обраних депутатів | %    |
| ------------------------------------------------------- | --------------------------- | ---- |
| Партія регіонів                                         | 7                           | 50   |
| Політична партія Всеукраїнське об'єднання «Батьківщина» | 4                           | 28,6 |
| Політична партія «Сильна Україна»                       | 2                           | 14,3 |
| Соціалістична партія України                            | 1                           | 7,1  |

#### За округами
| № округу                                                | Прізвище, ім'я, по батькові     | Дата визнання обраним | Освіта             | Партійна приналежність                        | Відомості про обраного депутата                         |
| ------------------------------------------------------- | ------------------------------- | --------------------- | ------------------ | --------------------------------------------- | ------------------------------------------------------- |
| Партія регіонів                                         |                                 |                       |                    |                                               |                                                         |
| 1                                                       | Барняк Катерина Миколаївна      | 01.11.2010            | вища               | член Партії регіонів                          | ДП АФ «Вікторія», економіст                             |
| 3                                                       | Душко Володимир Іванович        | 01.11.2010            | вища               | позапартійний                                 | Дубовогрядська загальноосвітня школа І-ІІІ ст., вчитель |
| 4                                                       | Кірієнко Микола Анатолійович    | 01.11.2010            | середня            | позапартійний                                 | ДПАФ «Вікторія», тракторист                             |
| 5                                                       | Кочан Ярослав Васильович        | 01.11.2010            | середня            | член Партії регіонів                          | тимчасово не працює                                     |
| 8                                                       | Онопченко Надія Олексіївна      | 01.11.2010            | вища               | член Партії регіонів                          | Дубовогрядський ДНЗ, помічник вихователя                |
| 11                                                      | Руднєва Вікторія Олександрівна  | 01.11.2010            | вища               | член Партії регіонів                          | ДПАФ «Вікторія», секретар                               |
| 13                                                      | Скряга Ніна Миколаївна          | 01.11.2010            | вища               | член Партії регіонів                          | Дубовогрядська сільська рада, секретар                  |
| Політична партія Всеукраїнське об'єднання «Батьківщина» |                                 |                       |                    |                                               |                                                         |
| 6                                                       | Мураховська Алла Василівна      | 01.11.2010            | вища               | позапартійна                                  | ДП АФ «Вікторія», агроном                               |
| 10                                                      | Приходько Наталія Володимирівна | 01.11.2010            | вища               | позапартійна                                  | ДПАФ «Вікторія», головний бухгалтер                     |
| 12                                                      | Скряга Андрій Анатолійович      | 01.11.2010            | середня спеціальна | позапартійний                                 | ДП АФ «Вікторія», електрик                              |
| 14                                                      | Стрельченко Вікторія Степанівна | 01.11.2010            | вища               | член Всеукраїнського об'єднання «Батьківщина» | Дубовогрядська загальноосвітня школа І-ІІІ ст., вчитель |
| Політична партія «Сильна Україна»                       |                                 |                       |                    |                                               |                                                         |
| 2                                                       | Васеленко Володимир Вікторович  | 01.11.2010            | вища               | позапартійний                                 | Дубовогрядська загальноосвітня школа І-ІІІ ст., вчитель |
| 7                                                       | Нечай Раїса Миколаївна          | 01.11.2010            | середня спеціальна | позапартійна                                  | Дубовогрядська сільська рада, головний бухгалтер        |
| Соціалістична партія України                            |                                 |                       |                    |                                               |                                                         |
| 9                                                       | Папуша Алла Василівна           | 01.11.2010            | середня спеціальна | член Соціалістичної партії України            | Дубовогрядський ДН, кухар                               |